# ديفون الجنوبية الغربية (دائرة انتخابية في المملكة المتحدة)
ديفون الجنوبية الغربية (بالإنجليزية: South West Devon)‏ هي إحدى الدوائر الانتخابية في المملكة المتحدة الممثلة في مجلس العموم في برلمان المملكة المتحدة.
عضو البرلمان الذي يمثلها حالياً هو :Mr Gary Streeter (Con).